# Yoshitake Suzuki
Yoshitake Suzuki (鈴木 喜丈 Suzuki Yoshitake?), född 6 juli 1998 i Tokyo prefektur, är en japansk fotbollsspelare.
Suzuki började sin karriär 2016 i FC Tokyo.